# Heliamphora ionasi
Heliamphora ionasi este o specie de plante carnivore din genul Heliamphora, familia Sarraceniaceae, ordinul Ericales, descrisă de B. Maguire. Conform Catalogue of Life specia Heliamphora ionasi nu are subspecii cunoscute.

## Galerie de imagini

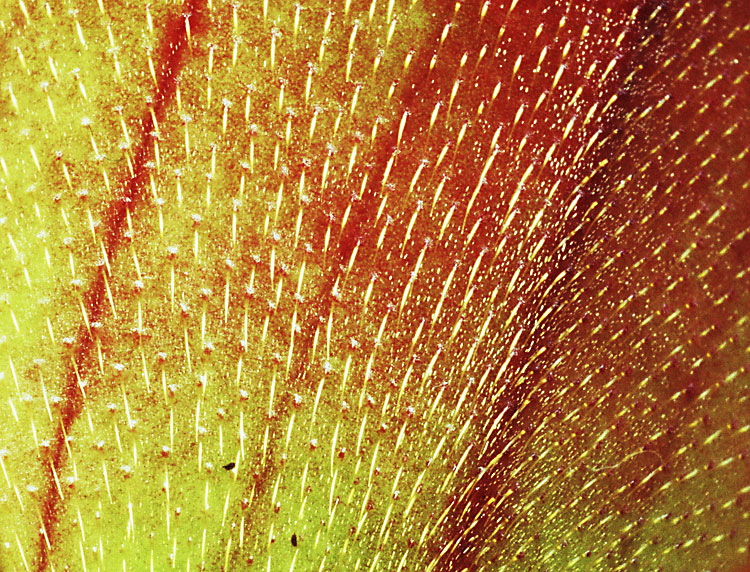
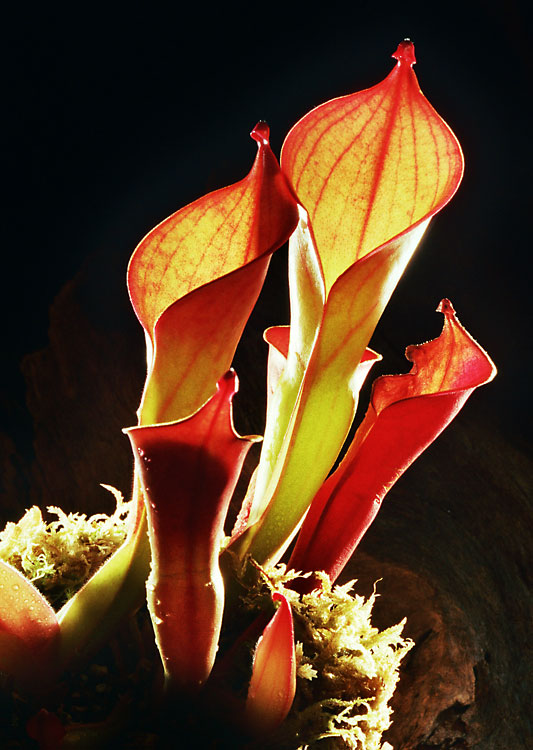
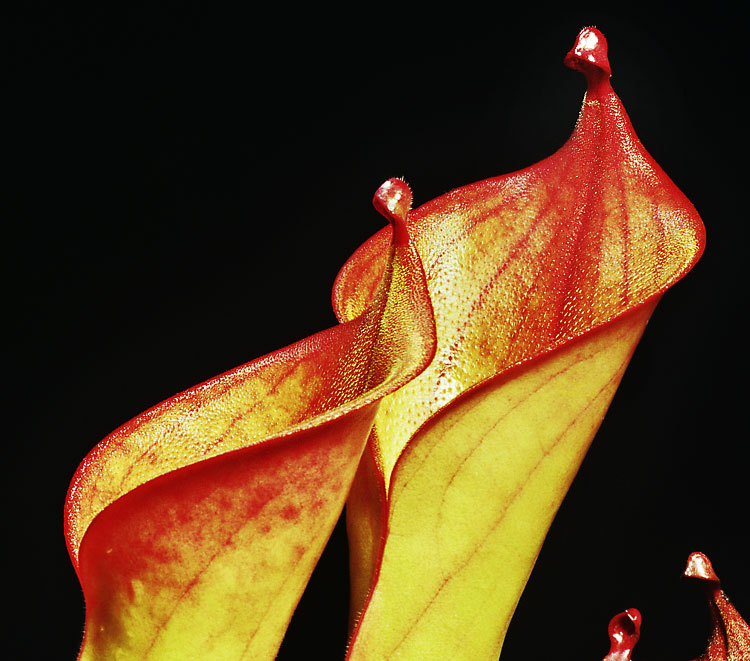
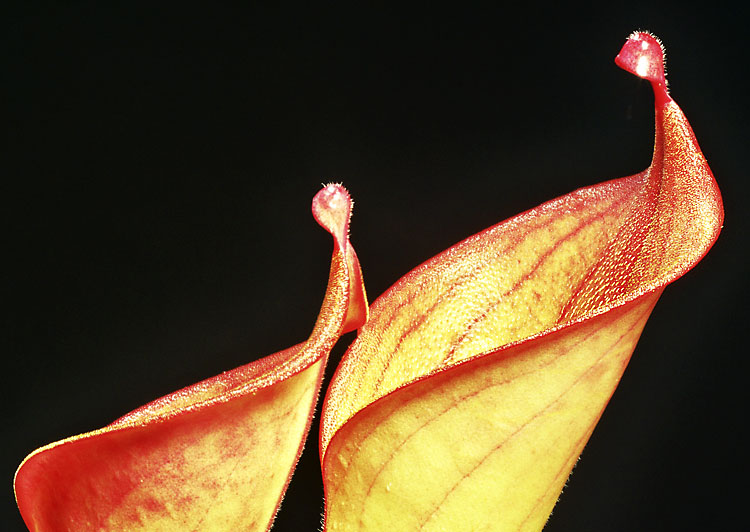
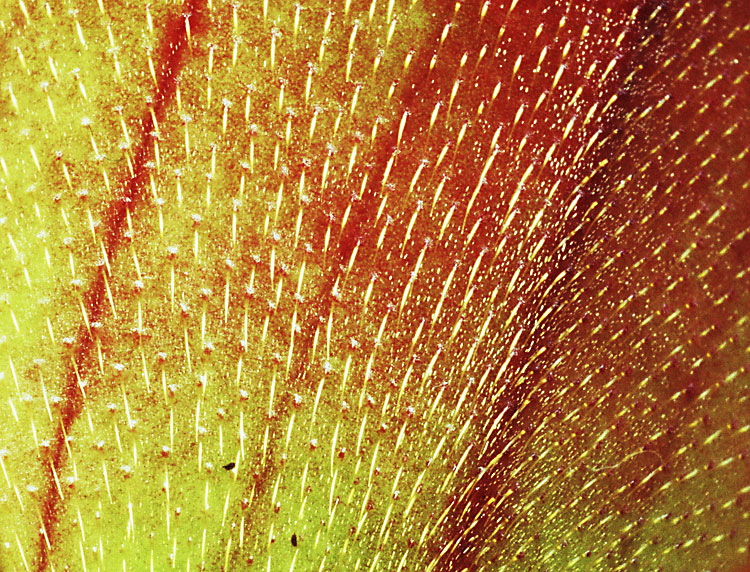
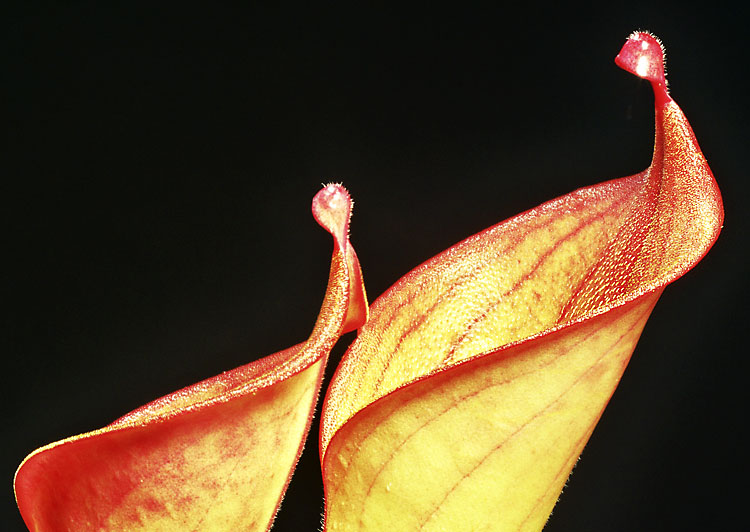